# Awen

Novodruidský symbol awenu

Awen (velšsky, kornicky a bretonsky „inspirace“, míněno básnická) je moderní druidský symbol, který reprezentuje tři světy. Znak božství nazývaný Awen znamená pravdu, znalosti a spravedlnost. Mezi tím málem čísel, které druidi používali, tři byly vždy častěji značeny než ostatní, protože Keltové měli sklon organizovat svět do trojic.